# تيري داونز
تيري داونز (بالإنجليزية: Terry Downes) هو ملاكم وممثل بريطاني، ولد في 9 مايو 1936 ببادنغتون في المملكة المتحدة، وتوفي في 6 أكتوبر 2017 بهارتفوردشير في المملكة المتحدة بسبب قصور كلوي.

## وصلات خارجية
- تيري داونز على موقع بوكس ريك (الإنجليزية) (registration required)

- تيري داونز على موقع IMDb (الإنجليزية)
- تيري داونز على موقع ألو سيني (الفرنسية)
- تيري داونز على موقع أول موفي (الإنجليزية)
- تيري داونز على موقع قاعدة بيانات الأفلام السويدية (السويدية)
- تيري داونز على موقع قاعدة بيانات الفيلم (الإنجليزية)
- تيري داونز على موقع كينوبويسك (الروسية)